# Campanularia brachycaulis
Campanularia brachycaulis är en nässeldjursart som beskrevs av Eberhard Stechow 1919. Campanularia brachycaulis ingår i släktet Campanularia och familjen Campanulariidae. Inga underarter finns listade i Catalogue of Life.